# Тутен, Жюль
Жюль Франсуа Тутен (фр. Jules François Toutain; 20 ноября 1865, Венсен — 18 января 1961, Париж) — французский историк и археолог.
Окончил парижские Лицей Карла Великого и Высшую нормальную школу, где в дальнейшем преподавал. На протяжении многих лет, до 1958 года, руководил раскопками галльского города Алезия.
Написал ряд книг по древней истории, в том числе труд «Герой и бандит: Верцингеториг и Арминий» (фр. Héros et bandit, Vercingétorix et Arminius; 1916), в котором жестокие и вероломные германцы представлялись извечными врагами галлов, и «Античная экономика» (фр. L'Économie antique; 1927), в которой исследовал социально-экономическую сферу Древней Греции. Перевёл с немецкого языка книгу Вольфганга Гельбига «Археологические музеи Рима», получив за перевод премию Ланглуа от Французской академии (1894).